# HD 59686 b
HD 59686 b è un pianeta extrasolare in orbita attorno alla stella gigante arancione HD 59686, situata nella costellazione dei Gemelli, a 316 anni luce dalla Terra.

## Scoperta
La sua esistenza è stata ipotizzata nel 2003 mediante l'impiego di uno spettrometro Doppler, particolarmente indicato per rilevare e misurare l'effetto dell'attrazione gravitazionale del pianeta orbitante nei confronti della stella stessa.
Utilizzando il metodo della velocità radiale, si è calcolata la massa del pianeta, superiore a 5,25 masse gioviane, e un periodo di rivoluzione di circa 303 giorni. Tuttavia la stima della massa è solo al minimo in quanto non è nota l'inclinazione dell'orbita.
Utilizzando la massa stellare e il periodo orbitale del pianeta, è stato possibile calcolare anche il semiasse maggiore dell'orbita, pari a circa 0,911 unità astronomiche.
Si è inoltre rilevato che la forma della oscillazione stellare è pressoché circolare, il che implica che il pianeta ha eccentricità quasi nulla.